# Lothar III
Lothar III (ursprungligt namn Lothar (II) av Supplinburg), född ca 1075, död 1137, var tysk-romersk kejsare 1033 till 1037. 

## Biografi
Lothar blev år 1106 hertig av Sachsen, och lyckades efter Henrik V:s död och saliska ättens utgång 1125 bli vald till tysk kung, som Lothar III.
I konkurrens med det Hohenstaufiska partiet, som 1127 utropat Konrad av Hohenstaufen till kung, lyckades han slutligen nå Rom och 1133 bli krönt till tysk-romersk kejsare. En stark allierad hade han i hertigen av Bayern, Henrik den stolte.
1135 krossades slutligen Hohenstaufiska partiets motstånd, och de underkastade sig Lothar III som kejsare. Lothar III hade även 1131 avtvingat den danske kungen länsed, och 1135 avtvingades även polske hertigen länsed, och under Lothars regering nådde tysk-romerska riket sin största utbredning.

## Bildgalleri

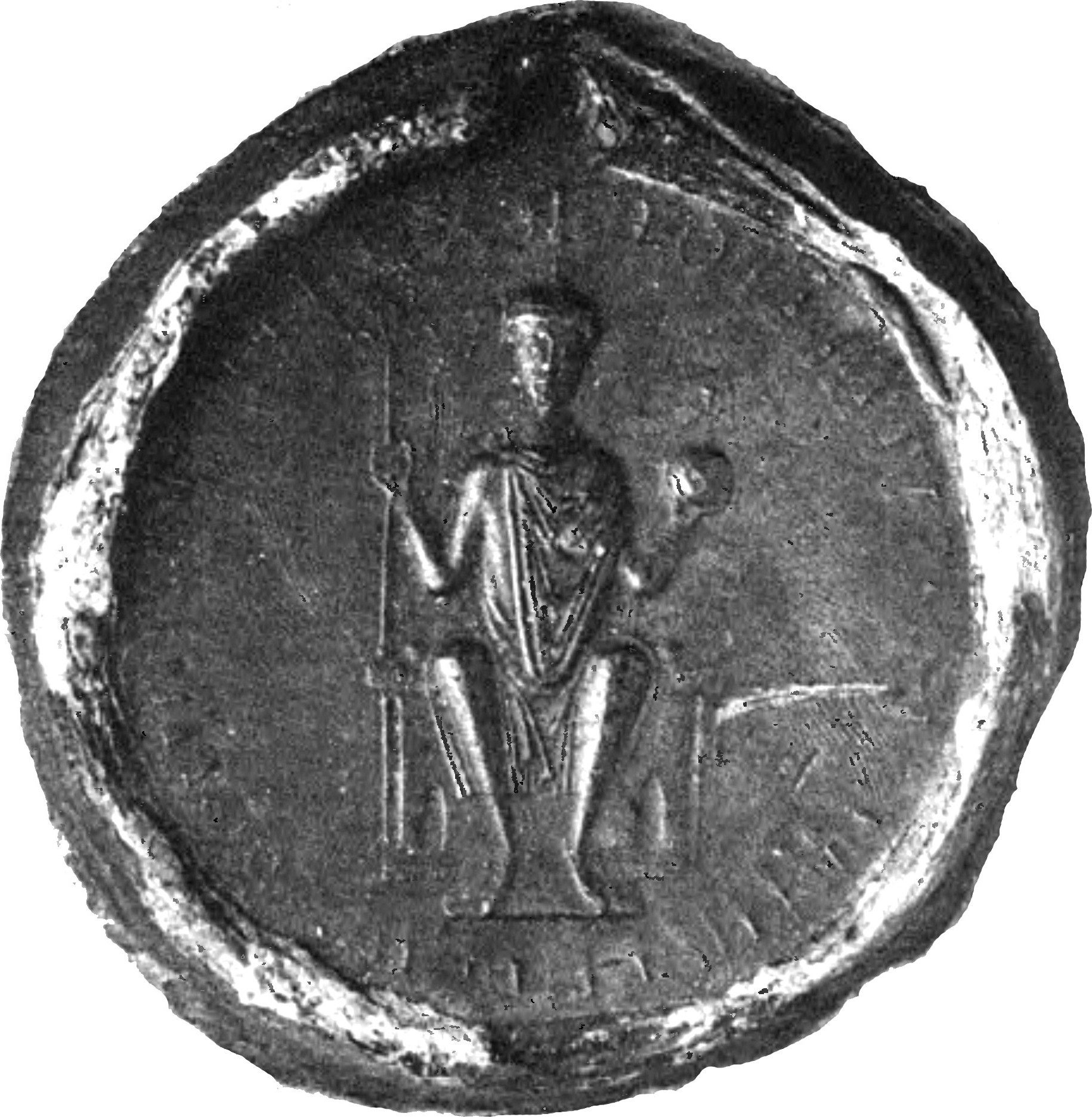
Lothar III:s sigill